# Karl von Eisendecher

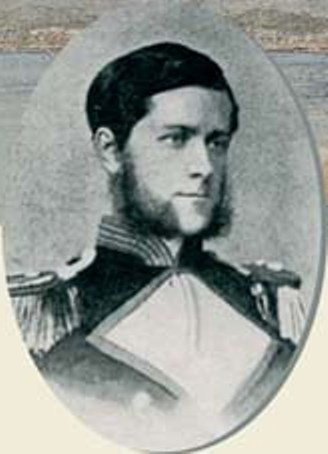
Karl von Eisendecher

Karl von Eisendecher (* 23. Juni 1841 in Oldenburg; † 19. August 1934 in Baden-Baden) war ein deutscher Vizeadmiral und Diplomat.

## Leben
Karl von Eisendecher wurde in Oldenburg, damals Teil des Großherzogtums Oldenburg, geboren. Sein Vater Wilhelm von Eisendecher war Minister und Sekretär des Großherzogs. Seine Mutter war Caroline Dorothea geborene Hartlaub (1820–1875). Zur Familie gehörte noch eine Tochter Christa, die 1852 geboren wurde. Dank der Position des Vaters verfügte die Familie über gute soziale und politische Verbindungen, u. a. zur Familie Bismarck. 1851 siedelten sie nach Frankfurt am Main über, wo der Vater am Reichstag tätig war.
Mit sechzehn Jahren, am 18. Juni 1857, trat Karl von Eisendecher in die Preußische Marine ein. Nach der seemännischen Grundausbildung und einigen Einsätzen auf Schiffen der kleinen preußischen Marine im Nordseeraum machte er seine erste Auslandsreise in die Karibik. Ab Herbst 1859 war er zur Ostasienexpedition des Grafen Friedrich Albrecht zu Eulenburg abkommandiert, mit der er sich für drei Jahre als Seekadett an Bord der Arcona in China, Japan und Siam aufhalten sollte. Die Mission führte zum ersten völkerrechtlichen Vertrag, der zwischen einem deutschen Staat (Preußen) und Japan abgeschlossen wurde allerdings zu einem sogenannten Ungleichen Vertrag. Er war begeistert von den ostasiatischen Ländern, was aus den Briefen an seine Eltern hervorging.
Nach der Rückkehr der Eulenburg-Mission ging Karl von Eisendecher zur Marineschule und legte 1862 sein Offiziersexamen ab. In dieser Zeit hatte er offenbar engen Kontakt mit Reichskanzler Otto von Bismarck. Nach einigen weiteren Einsätzen auf den Schiffen der Preußischen Marine wurde er 1867 in die Admiralität versetzt und wurde zur Dienstleistung eingesetzt. Als Korvettenkapitän bereitete er sich 1871/72 auf einen weiteren Auslandsverwendungen vor. Am 19. März 1872 wurde Karl von Eisendecher für fünfzehn Monate zur Information an die deutsche Gesandtschaft in Washington kommandiert. Nachdem er sich vor Ort mit den Anforderungen und der Sachlage seines zukünftigen Aufgabenbereiches vertraut gemacht hatte, wurde er am 27. Juni 1873, mit einer zeitlichen Begrenzung zum „Marinebeauftragten“ an der deutschen Gesandtschaft in Washington ernannt. Das war der erstmalige Einsatz eines Marineoffiziers als Marineattaché durch die deutsche Admiralität. Der Vorschlag dafür kam von Reichskanzler Otto von Bismarck. Gesandter und bevollmächtigter Minister des Deutschen Reiches war zu diesem Zeitpunkt in Washington Kurd von Schlözer. Diese Beauftragung dauerte bis zum 19. Januar 1875. Erst 1881 wurde in Washington der nächste Marineattaché, Adolf Mensing, notifiziert.
Noch während dieser Zeit in Washington hatte Karl von Eisendecher die Information über seine Ernennung zum Ministerresidenten und Generalkonsul in Tokio bekommen. Sofort nach seiner Rückkehr nach Deutschland beschäftigte er sich mit den Anforderungen für den diplomatischen Dienst. Er legte nach einigen Monaten Einweisung im Juli 1875 die konsularische Prüfung ab und trat dann die Reise nach Japan an. Nach seiner Ankunft in Japan übernahm Eisendecher am 5. November 1875 die Amtsgeschäfte von seinem Vorgänger Max von Brandt. Die Übergabe des Beglaubigungsschreibens erfolgte in einer Audienz am 3. Dezember 1875 in Tokyo. In den ersten Jahren seines Aufenthaltes in Japan wurde er Zeuge des sich hier vollziehenden sozialen, politischen und wirtschaftlichen Umbruchsprozesses. Er erlebte den Aufstand der Samurai 1877, die spürbare Öffnung der Außenbeziehungen Japans ab 1879, die damit einsetzende Wirtschafts- und Handelstätigkeit in den japanischen Provinzen und mit Ländern aus Übersee. Deutliche Höhepunkte für ihn waren dabei der Besuch von Prinz Heinrich, dem jüngeren Bruder des späteren Kaisers Wilhelm II., der für ein Jahr in Japan weilte. Die Verhandlungen um die Revision der ungleichen Verträge mit Japan und den Neubau des Gebäudes der deutschen Gesandtschaft in Tokyo im April 1880. Im gleichen Monat wurde die Ministerresidentur des Deutschen Reiches in eine Gesandtschaft umgewandelt – Eisendecher wurde folglich zum Gesandten ernannt. In Anerkennung seines Engagements für die deutsch-japanischen Beziehungen wurde Eisendecher 1877 Vorsitzender der Deutschen Gesellschaft für Natur- und Völkerkunde Ostasiens (OAG). Während der Zeit des Aufenthaltes in Japan wurde ihm 1878 der Charakter als Kapitän zur See verliehen. Die Übergabe seiner Amtsgeschäfte nach 8 Jahren diplomatischer Tätigkeit in Tokyo erfolgte bis April 1883. Sein Nachfolger wurde hier Otto Graf von Dönhoff (1835–1904).
Nach seiner Rückkehr nach Deutschland wartete schon der nächste Auslandseinsatz auf Karl von Eisendecher. Erneut ging es nach Washington, dieses Mal als Gesandter des Deutschen Reiches, wo er Anfang 1883 die Geschäfte übernahm. Sein Vorgänger war Kurd von Schlözer. Nach einem Aufenthalt von etwas über einem Jahr in Washington übergab er hier 1884 die Geschäfte an Friedrich Johann Graf von Alvensleben.
Mit seiner Rückkehr nach Deutschland übernahm Karl von Eisendecher den Posten des preußischen Gesandten in Karlsruhe, der Hauptstadt des Großherzogtums Baden. Da in Berlin noch bis zur Jahrhundertwende „die Angst vor einer Wiederauflösung des Reiches“ (John Röhl) umging, galten gerade die Posten der preußischen Gesandten in den süddeutschen Staaten, allen voran natürlich im Königreich Bayern, als äußerst einflussreich. Trotz seines Amtssitzes in Karlsruhe blieb Eisendecher als früherer Gesandter in Japan weiterhin eine Autorität in Sachen Japanpolitik, wenn von einer solchen im wilhelminischen Deutschland überhaupt die Rede sein konnte.
Eisendecher hatte kein gutes Verhältnis zu Wilhelm II., was nicht zuletzt an der alten Verbindung Eisendechers zum Kanzler Otto von Bismarck lag. Nach der Entlassung des Reichskanzlers 1890 beklagte Eisendecher tief das Zerwürfnis des Kaisers mit Bismarck und hielt auch nach der Entlassung des Reichskanzlers eher diesem die Treue, wohingegen er sich gegenüber dem Kaiser bis zum Ersten Weltkrieg immer wieder äußerst kritisch äußerte und dessen Verhalten mitunter als „peinlich“ bezeichnete. Vor allem in der Englandpolitik versuchte Eisendecher dem Kurs des Kaisers entgegenzuwirken und die Spannungen zwischen dem Reich und dem Vereinigten Königreich zu entschärfen. Dazu unterhielt Eisendecher auch als Gesandter in Baden intensive Kontakte nach Großbritannien, selbst bis in die Jahre des Ersten Weltkrieges hinein. Das Angebot der Entsendung als Botschafter nach London lehnte er aber 1912 aus Alters- und Gesundheitsgründen ab.
Mit dem Untergang des Deutschen Reiches, des Königreichs Preußen und auch des Großherzogtums Baden 1918/19 verlor Eisendecher nicht nur seinen Posten als preußischer Gesandter, sondern wurde zugleich in den Ruhestand versetzt und verbrachte danach seinen Lebensabend bis 1934 in Baden-Baden. Hier verstarb er am 19. August 1934.
Am 6. Dezember 1882 heiratete er Louise Freiin von Eickstedt-Peterswaldt.

## Auszeichnungen
- Großkreuz des Roten Adlerordens mit Eichenlaub[6]
- Kronenorden I. Klasse mit Brillanten[6]
- Stern der Komture des Königlichen Hausordens von Hohenzollern mit Brillanten[6]
- Rechtsritter des Johanniterordens[6]
- Hausorden der Treue[6]
- Großkreuz des Ordens Berthold des Ersten mit goldener Krone[6]
- Großkreuz des Ordens vom Zähringer Löwen mit goldener Krone[6]
- Großkreuz des Greifenordens[6]
- Ehrengroßkreuz des Oldenburgischen Haus- und Verdienstordens des Herzogs Peter Friedrich Ludwig[6]
- Großkreuz des Hausordens vom Weißen Falken[6]